# Ligne verte du métro de Dubaï
La ligne verte est l'une des deux lignes en activité du réseau du métro de Dubaï, aux Émirats arabes unis.

## Infrastructure

### Ligne
La ligne traverse Deira et Bur Dubaï, suivant généralement le Khor Dubaï. Il y a 20 stations sur la ligne qui s'étend sur 22,5 km avec  la répartition suivante : 14,6 km en aérien et 7,9 km en souterrain.

### Stations
Deux stations font la correspondance avec la ligne rouge.